# Port lotniczy Marneuli
Port lotniczy Marneuli – port lotniczy zlokalizowany w mieście Marneuli (Gruzja). Używany jest obecnie do celów wojskowych.